# در الشهوار
الأميرة در الشهوار، (بالإنجليزية: Durru Shehvar)، الأميرة خديجة خيرية عائشة درَّ الشهوار بنت الخليفة عبد المجيد الثاني آخر خليفة عثماني، (26 يناير 1914 - 7 فبراير 2006) ووالدتها السيدة عطية مهستي.
ولدت في 26 يناير 1914 في قصر تشامليجا، في أوسكودار إسطنبول في تركيا، وكانت الأميرة در شهوار تزوجت سنة 1931 من الأمير أعظم جاه إبن (السلطان) عثمان علي خان آخر حكام دولة حيدر أباد بجنوب الهند التي استمرت قائمة حتى سبتمبر/ أيلول 1948 حين غزتها القوات الهندية وضمتها إلى الهند عنوة.

## حياتها
كانت الأميرة درَّ الشهوار في العاشرة من عمرها عندما صدر قرار ترحيل أسرتها من البلاد.. وهي تستعيد تلك الساعات الحزينة في مذكراتها التي دونتها قائلة:
«إلى أين نحن ذاهبون؟ ربما إلى مأساة غير متوقعة وربما إلى أيام غربة مملوءة بالجفاء والألم.. بهذه الضربة التي تحطمت آمالي وانطفأت جميع أنوار سعادتي».
حط الخليفة عبد المجيد وعائلته الرحال في مدينة نيس بفرنسا وبعد سنوات قليلة من ضيق العيش غادر وعائلته إلى الهند ضيفاً على نظام الدين حاكم مقاطعة حيدر آباد. وفي العام 1931 تزوجت درَّ الشهوار من ابن ذلك الحاكم وباتت تحمل لقب أميرة برار. وأنجبت منه ابنها مكرم جاه في عام 1933 والأمير مفخم عام 1939 .
وكان زواجها تم ببلدة نيس بفرنسا سنة 1931 حيث كان أبوها السلطان عبد المجيد يعيش عقب خلعه على أيدي كمال أتاتورك. وكان «نظام» حيدر آباد حينذاك يعتبر أغنى رجل في العالم وكان يملك سنة 1930 ما يُقدّر بمائة مليون جنيه إسترليني من الذهب والفضة إلى جانب ما قيمته 400 مليون جنيه إسترليني من المجوهرات.
في العام 1944 توفي الخليفة عبد المجيد ومن أجل سعي درَّ الشهوار لدفن والدها في تركيا قامت بصفتها أميرة برار الهندية بزيارة تركيا ومقابلة رئيس الجمهورية التركية أنذاك عصمت إينونو. على الرغم من مقابلته وحرمه لها لكنها لم تستطع إقناعه بدفن والدها هناك وخرجت حزينة ولكنها عقدت العزم على السعي من أجل تحقيق ذلك مستقبلاً.
لذلك تم حفظ جثمان الخليفة عبد المجيد الثاني في أحد مساجد باريس وفي عام 1954 قامت بزيارة ثانية لتركيا واستطاعت أن تقنع رئيس الحكومة آنذاك بدفنه في تركيا. لكن المجلس الوطني التركي علّق البت في هذه المسألة بعد معارضة بعض النواب، فتحطمت آمال درَّ الشهوار بدفن والدها في بلاد أجداده،
ولكنها استطاعت دفنه أخيراً في المدينة المنورة.

## وفاتها
توفيت درَّ الشهوار في مدينة لندن ليلة الثلاثاء 8 من محرم 1427هـ الموافق 7 فبراير 2006م عن عمر يناهز الثانية والتسعين (92)عام وقد أوصت ولديها اللذين يقيمان في حيدر أباد بالهند بدفنها بمقبرة المسلمين في لندن.